# Маргарит Жеков
Маргарит Жеков е съвременен български писател, преводач и литературен критик.

## Биография
Жеков е роден през 1963 г. в гр. Хасково. Завършва немска филология в Софийския университет, а по-късно и теология в Германия.

## Творчество
Автор е на 13 стихосбирки на български език, включително “Гетсимания” (2017), номинирана за Националната награда “Христо Фотев” през 2018 г., три литературоведски книги, включително „Опуси за Духа и Истината (2024), три пиеси - «Стара майка» (2016), «Телепортиране на сълзата» (2017) и "Най-сетне просветление!" (2024), и един все още непубликуван роман «Божият тефтер» (2022), както и съставител на книгата „Йордан Ковачев, представен от Маргарит Жеков” (ИК «Просвета», 2015), в която е автор на встъпителната литературоведска студия и на литературоведските статии. Съставител е и на сборници с избрана лирика на поетите Ангел Ников ("Песен наум", издателство "Литературен форум", библиотека "Българска сбирка", София, 2012), Иван Николов ("Солта на пейзажа", издателство "Литературен форум", библиотека "Българска сбирка", София, 2022), Георги Константинов ("Колхида", издателство "Хайни", София, 2019) и Янаки Петров ("Високосна сянка", издателство "Литературен форум", библиотека "Българска сбирка", София, 2012) .
През 1986 г. е отличен с националната награда на студентските литературни клубове за поезия, през 1991 г. получава награда на в. „Кръг“ от Националния конкурс „Южна пролет“ за дебютна книга, а две години по-късно – и националната награда „Светлоструй“ за книгата си „Разговор със собственото сърце“. Носител е и на Националната награда "Петър Ковачев" за есе през 2010 година, както и на втора награда в Националния конкурс "Биньо Иванов" за поезия и трета награда в първия Български конкурс за танка поезия през 2023 година. Творбите му са превеждани на английски, испански, немски, румънски, унгарски и френски. Негова стихосбирка на испански език под заглавие "Поетически размисъл" (Reflexión poética) излиза в САЩ през 2018 година в издателство I M S - https://www.amazon.co.uk/Reflexion-Poetica-M-I-Shekov/dp/1726143708). Негови хайку са поместени в българската триезична хайку антология "Огледала" (101 български хайку, избрани и редактирани от Людмила Балабанова, 2005, български, английски и френски). Негово хайку е включено в двуезичната антология Más-más csönd / Различна тишина, издадена от  Napkut Kiado през 2012 година в Будапеща (https://knigabg.com/index.php?page=book&id=30961), както и в антологията   ‘Shining Wind/Сияен вятър’ (https://www.thehaikufoundation.org/omeka/items/show/7106), издадена от Британската Хайку Асоциация през 2024 година и представена на 23 ноември 2024 година в Конвей Хол в Лондон и на 29 април 2025 годнина в Столична библиотека в София (https://bnr.bg/hristobotev/post/102149253; https://kulturni-novini.info/sections/4/news/41099-predstavyane-na-dvuezichnata-hayku-antologiya-shining-wind-siyaen-vyatar).. Негови стихотворения в превод на Дьорд Сонди са поместени и в антологията "Magoncok és morzsák" / Израстляци и трохи/, издадена от  Napkut Kiado през 2006 година в Будапеща (https://www.antikvarium.hu/konyv/ivan-canev-krasztyo-sztanisev-magoncok-es-morzsak-317770-0).  
Пише книги с литературоведски статии и пиеси. Превежда поезия и белетристика, както и богословски и философски студии, от немски, английски и испански. Превел е на български романите на Илия Троянов „Събирачът на светове” (номинация за наградата “Христо Г. Данов” за художествен превод през 2008 година), „Номад на четири континента” (2009) и др. Превел е на немски откъси от романи на Йордан Ковачев (1895-1966), Михаел Стомин, Станчо Пенчев, както и иронии от Станислав Стратиев, наред със стихотворения от Атанас Далчев, Александър Геров, Христо Кацаров, Иван Николов, Борис Христов, Марин Георгиев, Янаки Петров, Димитър Миланов и десетки други съвременни български поети, в австрийското списание „Райбайзен”. Превежда поезия и от шведски и унгарски.
Член е на българския ПЕН-център, литературния кръг „Европа“ в Капфенберг, Австрия, и Съюза на преводачите в България.